# Гірничий робітник очисного вибою
Гірничий робітник очисного вибою (ГРОВ) — робітнича спеціальність у вугільній промисловості. Одна з двох головних професій шахтарів разом зі спеціальністю прохідника.
Основні функції ГРОВа:
- виконання комплексу робіт з очисного виймання корисних копалин;
- огляд вибою та приведення його до безпечного стану;
- прибирання, завантаження та доставка гірничої маси у різний спосіб;
- встановлення тимчасових та постійних закріплень, закріплення породи покрівлі очисного вибою;
- встановлення упорних та розпірных стояків, укладання помосту;
- скрепування гірничої маси з вибою.

Ця спеціальність має 6 розрядів.